# Mario Casas
Mario Casas Sierra (La Coruña, La Coruña tartomány, Galicia, 1986. június 12. –) Goya-díjas spanyol színész. 
Leghíresebb szerepei közé tartozik A bárka, a Balfék körzet, A felhők fölött 3 méterrel és a Pálmafák a hóban.

## Élete és pályafutása
Édesapja Ramon Casas, édesanyja Heidy Sierra. Három testvére van: Sheila, Christian és Óscar Casas, akik szintén színészek.
Pályafutását reklámfilmekkel kezdte. 17 évesen Madridba költözött, hogy befejezze tanulmányait. Beiratkozott a Cristina Rota School of Dramatic Arts-ba.
2005-ben kezdte karrierjét, a Személyes okok című sorozatban. 2006-ban debütált a Nyári eső című filmben, melyet Antonio Banderas rendezett. 2007–2010 között a Balfék körzet című spanyol sorozatban alakította Aitort. 2009-ben két spanyol filmben alakított főszerepet: Agyelszívás és Szex, party és hazugságok. 
2010-ben A felhők fölött 3 méterrel című filmben Hugót játszotta, María Valverde színésznő oldalán. 2011-től 2013-ig A bárka spanyol sorozatban Ulisest alakította, Blanca Suárez színésznővel. A felhők fölött három méterrel folytatása, a Téged akarlak! 2012. június 22-én jelent meg, szintén Casas főszereplésével. 2013-ban a La mula című drámában Castro-t alakította, filmbéli partnere María Valverde volt. A szintén 2013-as Bűbáj és kéjelgés című horror-vígjátékban Tony szerepében volt látható.

## Magánélete
Korábbi barátnője Amaia Salamanca színésznő volt, majd Maria Valverde színésznővel alkottak egy párt, akivel A felhők fölött három méterrel című film forgatásán ismerkedett meg.[forrás?]

## Filmográfia

### Film
| Év   | Magyar cím                     | Eredeti cím                | Szerep                  | Magyar hang     | Rendező                       |
| ---- | ------------------------------ | -------------------------- | ----------------------- | --------------- | ----------------------------- |
| 2006 | Forró zápor                    | El camino de los ingleses  | Moratalla               | Pálmai Szabolcs | Antonio Banderas              |
| 2009 | Szex, party és hazugságok      | Mentiras y gordas          | Toni                    |                 | Alfonso Albacete              |
| 2009 | Szex, party és hazugságok      | Mentiras y gordas          | Toni                    | David Menkes    |                               |
| 2009 | Agyelszívás                    | Fuga de cerebros           | Emilio Carbajosa Benito |                 | Fernando González Molina (1.) |
| 2010 | Neon hús                       | Carne de neón              | Ricky                   |                 | Paco Cabezas (1.)             |
| 2010 | A felhők fölött 3 méterrel     | Tres metros sobre el cielo | Hache                   | Radnai Márk     | Fernando González Molina (2.) |
| 2012 | Hetes osztag                   | Grupo 7                    | Ángel Lares Pacheco     | Czető Roland    | Alberto Rodríguez             |
| 2012 | Téged akarlak!                 | Tengo ganas de ti          | Hache                   | Czető Roland    | Fernando González Molina (3.) |
| 2013 |                                | La mula                    | Juan Castro             |                 | Michael Radford               |
| 2013 | Bűbáj és kéjelgés              | Las brujas de Zugarramurdi | Antonio                 | Czető Roland    | Álex de la Iglesia (1.)       |
| 2013 |                                | Ismael                     | Félix                   |                 | Marcelo Piñeyro               |
| 2015 | A harminchármak                | Los 33                     | Álex Vega               | Molnár Levente  | Patricia Riggen               |
| 2015 |                                | Eden                       | Felix                   |                 | Shyam Madiraju                |
| 2015 | Micsoda spanyol éjszaka!       | Mi gran noche              | Adanne                  |                 | Álex de la Iglesia (2.)       |
| 2015 | Pálmafák a hóban               | Palmeras en la nieve       | Killian                 |                 | Fernando González Molina (4.) |
| 2016 |                                | Toro                       | Toro                    |                 | Kike Maíllo                   |
| 2016 | Láthatatlan vendég             | Contratiempo               | Adrián Doria            |                 | Oriol Paulo                   |
| 2017 |                                | El bar                     | Nacho                   |                 | Álex de la Iglesia (3.)       |
| 2017 |                                | Bajo La Piel de Lobo       | Martinón                |                 | Samu Fuentes                  |
| 2018 | A mauthauseni fotográfus       | El fotógrafo de Mauthausen | Francisco Boix          |                 | Mar Targarona                 |
| 2019 | Ég veled                       | Adiós                      | Juan                    |                 | Paco Cabezas (2.)             |
| 2020 | Az otthonom                    | Hogar                      | Tomás                   |                 | David és Àlex Pastor (1.)     |
| 2020 | A mentős                       | El practicante             | Ángel                   |                 | Carles Torras                 |
| 2020 |                                | No matarás                 | Dani                    |                 | David Victori                 |
| 2023 |                                | Mi soledad tiene alas      | rendező és író          |                 | Mario Casas                   |
| 2023 | Madarak a dobozban − Barcelona | Bird Box Barcelona         | Sébastian               | Molnár Levente  | David és Àlex Pastor (2.)     |
| 2024 |                                | Escape                     | N.                      |                 | Rodrigo Cortés                |

### Televízió
| Év        | Magyar cím         | Eredeti cím            | Szerep                  | Megjegyzések                                               |
| --------- | ------------------ | ---------------------- | ----------------------- | ---------------------------------------------------------- |
| 2005      |                    | Obsesión               | Nicolás "Nico" Castillo | 7 epizód                                                   |
| 2006–2007 |                    | SMS: Sin miedo a soñar | Javi Llorens            | 184 epizód                                                 |
| 2007–2021 | Balfék körzet      | Los hombres de Paco    | Aitor Carrasco          | 79 epizód                                                  |
| 2011–2013 | A bárka            | El barco               | Ulises Garmendia        | - főszereplő (43 epizód) - magyar hangja: - Molnár Levente |
| 2018      |                    | Paquita Salas          | önmaga                  | 1 epizód                                                   |
| 2019      | Ösztönök hálójában | Instinto               | Marco Mur               | minisorozat (8 epizód)                                     |
| 2021      | Az ártatlan        | El inocente            | Mateo ’Mat’ Vidal       | minisorozat (8 epizód)                                     |

## Díjak és jelölések
2009
- Film Festival Zaragoza: Fiatal tehetségek (Agyelszívás; Szex, party és hazugságok )
- JAN film díj: Legjobb férfi főszereplő (Szex, party és hazugságok)
- LesGaiCineMad Festival Awards: LesGaiCineMad Award for Acting (Szex, party és hazugságok)
- EP3 Awards : Legjobb új színész (Szex, party és hazugságok)
- EñE Film Awards: Legjobb férfi mellékszereplő (Szex, party és hazugságok)

2010
- Film Festival Zaragoza: Fiatal tehetségek (A felhők felett három méterrel)

2011
- Association of Latin Entertainment Critics Awards: Legjobb új színész (A felhők fölött három méterrel)
- Villarreal International Short Film Festival: Legjobb színész (Könnyű pénz-rövidfilm)
- ACE-díj: Legjobb új színész (A felhők felett három méterrel)
- Arany Mikrofon díj: Legjobb TV színész (A balfék körzet, A bárka)

2012
- Neox Fan Awards: Legjobb filmszínész (A felhők fölött három méterrel-Akarlak!)